# Gregg Popovich
Gregg Charles Popovich (East Chicago, Indiana, 1949. január 28. –) amerikai kosárlabdaedző, aki a National Basketball Associationben szereplő San Antonio Spurs vezetőedzője. Korábban az amerikai válogatott vezetőedzője is volt. Beceneve Pop.
1996 óta a Spurs edzője, az NBA és az összes nagy amerikai sportliga leghosszabb ideig irányító aktív vezetőedzője. Az NBA történetének egyik legjobb edzőjének tekintik.
A liga történetében ő nyerte meg a legtöbb mérkőzést (alapszakaszban és rájátszásban), 2019. április 13-án megelőzve Lenny Wilkenst és Don Nelsont. Első huszonkét szezonjában a Spurs mindig több mérkőzést nyert meg, mint vesztett, amivel megelőzve Phil Jacksont, mint a legtöbb szezont sorozatban pozitív teljesítménnyel záró vezetőedző. A csapattal töltött időszaka alatt a Spurs minden csapat ellen az NBA-ben több mérkőzést nyert meg, mint vesztett és a San Antonio-i csapat vele nyerte mind az öt bajnoki címét. Ő az egyike az öt NBA-edzőnek, aki legalább öt bajnoki címmel rendelkezik. 2021-ben a 2020. évi nyári olimpiai játékokon aranyérmet nyert az amerikai válogatottal. 2022 februárjában ő lett az első NBA-edző, aki átlépte az 1500 megnyert mérkőzést. Egy hónappal később ő lett a legtöbb nyert alapszakasz-mérkőzéssel rendelkező NBA-edző, a San Antonio Spurs Utah Jazz elleni győzelmével.

## Edzői statisztikák
A Basketball Reference adatai szerint; adatok: 2020–2021-es NBA-szezon vége.

### Egyetem
| Szezon                          | Csapat         | Teljesítmény | Főcsoport | Helyezés | Rájátszás                      |
| ------------------------------- | -------------- | ------------ | --------- | -------- | ------------------------------ |
| Pomona-Pitzer Sagehens (SCIAC)  |                |              |           |          |                                |
| 1979–80                         | Pomona-Pitzer  | 2–22         | 1–11      | 6.       |                                |
| 1980–81                         | Pomona-Pitzer  | 10–15        | 3–9       | 6.       |                                |
| 1981–82                         | Pomona-Pitzer  | 9–17         | 6–6       |          |                                |
| 1982–83                         | Pomona-Pitzer  | 12–11        | 6–4       |          |                                |
| 1983–84                         | Pomona-Pitzer  | 9–17         | 6–6       |          |                                |
| 1984–85                         | Pomona-Pitzer  | 11–14        | 7–5       |          |                                |
| 1985–86                         | Pomona-Pitzer  | 16–12        | 8–2       | 1.       | NCAA D-III Regionális Negyedik |
| Pomona-Pitzer Sagehens (SCIAC)  |                |              |           |          |                                |
| 1987–88                         | Pomona-Pitzer  | 7–19         | 4–6       |          |                                |
| Pomona-Pitzer:                  | Pomona-Pitzer: | 76–129       | 41–49     |          |                                |
| Összesen:                       | Összesen:      | 76–129       |           |          |                                |
| : Főcsoport alapszakasz-győztes |                |              |           |          |                                |

### National Basketball Association

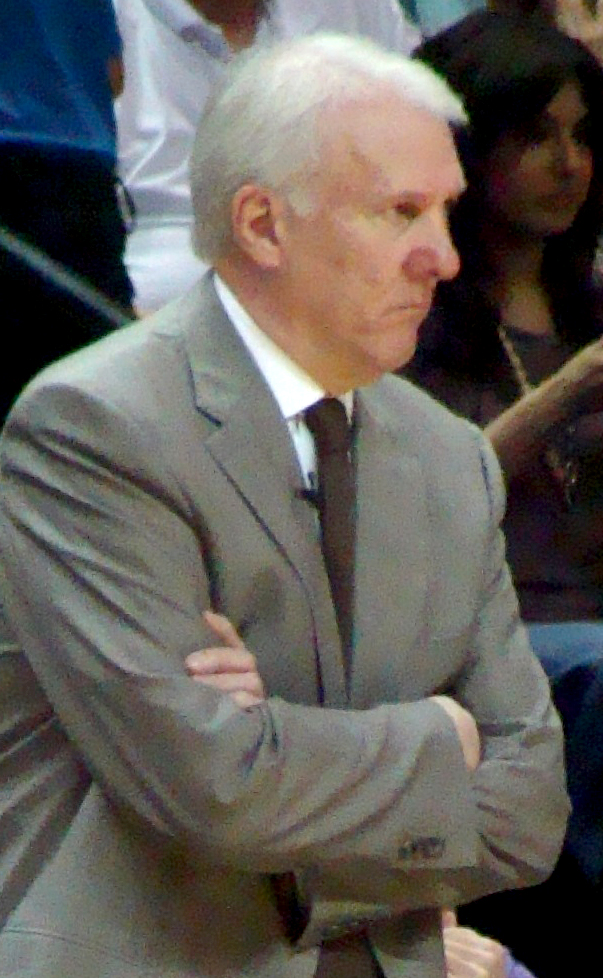
Popovich 2011 márciusában

| Csapat      | Év       | M     | Gy    | V   | Gy–V% | Helyezés         | RM  | RGy | RV  | RGy–V% | Eredmény                     |
| ----------- | -------- | ----- | ----- | --- | ----- | ---------------- | --- | --- | --- | ------ | ---------------------------- |
| San Antonio | 1996–97  | 64    | 17    | 47  | .266  | 6. Középnyugaton | —   | —   | —   | —      | Nem jutott a rájátszásba     |
| San Antonio | 1997–98  | 82    | 56    | 26  | .683  | 2. Középnyugaton | 9   | 4   | 5   | .444   | Kiesett a második fordulóban |
| San Antonio | 1998–99  | 50    | 37    | 13  | .740  | 1. Középnyugaton | 17  | 15  | 2   | .882   | NBA-bajnok                   |
| San Antonio | 1999–00  | 82    | 53    | 29  | .646  | 2. Középnyugaton | 4   | 1   | 3   | .250   | Kiesett az első fordulóban   |
| San Antonio | 2000–01  | 82    | 58    | 24  | .707  | 1. Középnyugaton | 13  | 7   | 6   | .538   | Kiesett a főcsoportdöntőben  |
| San Antonio | 2001–02  | 82    | 58    | 24  | .707  | 1. Középnyugaton | 10  | 4   | 6   | .400   | Kiesett a második fordulóban |
| San Antonio | 2002–03  | 82    | 60    | 22  | .732  | 1. Középnyugaton | 24  | 16  | 8   | .667   | NBA-bajnok                   |
| San Antonio | 2003–04  | 82    | 57    | 25  | .695  | 2. Középnyugaton | 10  | 6   | 4   | .600   | Kiesett a második fordulóban |
| San Antonio | 2004–05  | 82    | 59    | 23  | .720  | 1. Délnyugaton   | 23  | 16  | 7   | .696   | NBA-bajnok                   |
| San Antonio | 2005–06  | 82    | 63    | 19  | .768  | 1. Délnyugaton   | 13  | 7   | 6   | .538   | Kiesett a második fordulóban |
| San Antonio | 2006–07  | 82    | 58    | 24  | .707  | 2. Délnyugaton   | 20  | 16  | 4   | .800   | NBA-bajnok                   |
| San Antonio | 2007–08  | 82    | 56    | 26  | .683  | 2. Délnyugaton   | 17  | 9   | 8   | .529   | Kiesett a főcsoportdöntőben  |
| San Antonio | 2008–09  | 82    | 54    | 28  | .659  | 1. Délnyugaton   | 5   | 1   | 4   | .200   | Kiesett az első fordulóban   |
| San Antonio | 2009–10  | 82    | 50    | 32  | .610  | 2. Délnyugaton   | 10  | 4   | 6   | .400   | Kiesett a második fordulóban |
| San Antonio | 2010–11  | 82    | 61    | 21  | .744  | 1. Délnyugaton   | 6   | 2   | 4   | .333   | Kiesett az első fordulóban   |
| San Antonio | 2011–12  | 66    | 50    | 16  | .758  | 1. Délnyugaton   | 14  | 10  | 4   | .714   | Kiesett a főcsoportdöntőben  |
| San Antonio | 2012–13  | 82    | 58    | 24  | .707  | 1. Délnyugaton   | 21  | 15  | 6   | .714   | Kikapott az NBA-döntőben     |
| San Antonio | 2013–14  | 82    | 62    | 20  | .756  | 1. Délnyugaton   | 23  | 16  | 7   | .696   | NBA-bajnok                   |
| San Antonio | 2014–15  | 82    | 55    | 27  | .671  | 3. Délnyugaton   | 7   | 3   | 4   | .429   | Kiesett az első fordulóban   |
| San Antonio | 2015–16  | 82    | 67    | 15  | .817  | 1. Délnyugaton   | 10  | 6   | 4   | .600   | Kiesett a második fordulóban |
| San Antonio | 2016–17  | 82    | 61    | 21  | .744  | 1. Délnyugaton   | 16  | 8   | 8   | .500   | Kiesett a főcsoportdöntőben  |
| San Antonio | 2017–18  | 82    | 47    | 35  | .573  | 3. Délnyugaton   | 5   | 1   | 4   | .200   | Kiesett az első fordulóban   |
| San Antonio | 2018–19  | 82    | 48    | 34  | .585  | 2. Délnyugaton   | 7   | 3   | 4   | .429   | Kiesett az első fordulóban   |
| San Antonio | 2019–20  | 71    | 32    | 39  | .451  | 4. Délnyugaton   | —   | —   | —   | —      | Nem jutott a rájátszásba     |
| San Antonio | 2020–21  | 72    | 33    | 39  | .458  | 3. Délnyugaton   | —   | —   | —   | —      | Nem jutott a rájátszásba     |
| Összesen    | Összesen | 1,963 | 1,310 | 653 | .667  |                  | 284 | 170 | 114 | .599   |                              |

### Amerikai válogatott
| Csapat           | Év       | M  | Gy | V | Gy–V% | Torna          | RM | RGy | RV | RGy–V% | Eredmény  |
| ---------------- | -------- | -- | -- | - | ----- | -------------- | -- | --- | -- | ------ | --------- |
| Egyesült Államok | 2019     | 12 | 9  | 3 | .750  | Világbajnokság | 8  | 6   | 2  | .750   | 7.        |
| Egyesült Államok | 2021     | 10 | 7  | 3 | .700  | Olimpia        | 6  | 5   | 1  | .833   | Aranyérem |
| Összesen         | Összesen | 22 | 16 | 6 | .727  |                | 14 | 11  | 3  | .786   |           |

## Sikerei

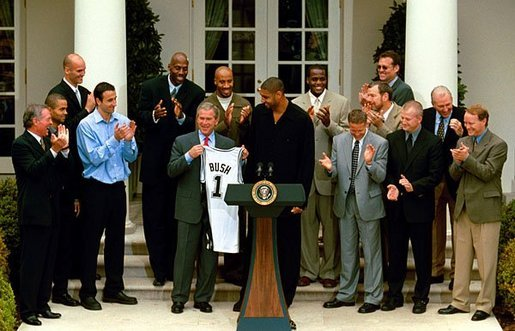
A 2003-as NBA-bajnok San Antonio Spurs a Fehér Házban George W. Bush elnökkel.

- 5× NBA-bajnok (1999, 2003, 2005, 2007, 2014)
- 6× Nyugati főcsoport-győztes (1999, 2003, 2005, 2007, 2013, 2014)
- 4× All-Star mérkőzés egyik edzője (2005, 2011, 2013, 2016)[10]
- 3× NBA Az év edzője-díj (2003, 2012, 2014)[11]
- Olimpiai bajnok (2020)[6]